# Som Energia
Som Energia SCCL (Societat Cooperativa Catalana Limitada) és una cooperativa catalana de producció i consum d'energies renovables amb seu al Parc Científic i Tecnològic de la Universitat de Girona i d'àmbit català, tot i tenir implantació per tot Espanya. Aquesta organització sense ànim de lucre va néixer l'11 de desembre de 2010 a Girona, i era la primera d'aquest tipus fundada a Espanya. El projecte de creació de la cooperativa va començar el novembre de 2009 per un grup d'exalumnes i professors de la Universitat de Girona i altres col·laboradors, amb la intenció de seguir les passes d'iniciatives similars com Ecopower (Bèlgica), Enercoop (França) o Greenpeace Energy (Alemanya).
Els principals objectius d'aquesta cooperativa són oferir als socis la possibilitat d'utilitzar energia 100% renovable a un preu similar al de l'electricitat convencional (des de l'1 d'octubre de 2011, és la primera comercialitzadora d'energia 100% renovable amb seu als Països Catalans), així com desenvolupar projectes rendibles d'energies renovables. És membre de REScoop, la federació europea de cooperatives d'energia renovable. A desembre del 2022, la cooperativa tenia 83.765 persones i entitats sòcies, superava els 118.000 contractes d'electricitat i produïa 63 GWh l'any.
Va rebre el premi Martí Gasull i Roig del 2018 pel seu compromís amb la llengua catalana.

## Participació
La cooperativa disposa d'un nombre remarcable de socis que col·laboren voluntàriament en el desenvolupament del projecte, organitzats a partir de grups locals o grups temporals de treball, obertes a qualsevol membre. Els grups locals s'encarreguen de difondre el projecte i buscar socis, mitjançant xerrades, principalment. Una altra funció consisteix a buscar projectes d'energies renovables al voltant de la seva zona d'actuació geogràfica. Al 2022 comptava amb 57 grups locals. Els grups temporals de treball s'organitzen al voltant de determinats temes, tals com la comercialització d'electricitat, projectes de generació (energia solar fotovoltaica, energia eòlica…), participació, formació, etc.

## Projectes d'energies renovables
La majoria de projectes de la cooperativa són fotovoltaics, però també tenen una planta de biogàs i una central hidroelèctrica. Han participat en el finançament del primer molí eòlic col·lectiu a tot l'Estat Espanyol (el projecte viure de l'aire del cel) i s'estan estudiant projectes eòlics de petita envergadura. Els projectes es financen a partir d'inversions que fan els mateixos cooperativistes, mitjançant participació voluntària al capital social o títols participatius.
- L'abril del 2012 es va iniciar la primera captació de capital, i es van assolir els 3.5 milions d'euros fixats com a objectiu el mes de març de 2013, gràcies a les inversions de 794 socis.[cal citació]
- Al setembre del 2015 es va assolir en 2 hores l'aportació al capital necessària de 800.000 € per a una central hidroelèctrica a Valladolid.[cal citació]
- L'octubre del 2017 es van obrir de nou les inversions al capital social voluntari de la cooperativa. En 7 dies es van reunir els 5 milions d'euros fixats com a objectius, el primer milió es va reunir en menys de dues hores.[cal citació]

### Generació fotovoltaica[calcitació]
- Instal·lació fotovoltaica La Florida (Lora del Río, Sevilla): Produint des del 2019, amb una producció estimada de 2,60 GWh/any, l'equivalent a l'ús elèctric de 1.040 famílies, i una inversió realitzada d'aproximadament 1.025.000 €.
- Instal·lació fotovoltaica Fontivsolar (Fontiveros, Ávila): Produint des del 2019, té una producció estimada d'1,70 GWh/any, equivalent a l'ús elèctric de 685 famílies, i una inversió realitzada d'aproximadament 800.000 €. És un projecte Generation kWh. i consistia en la recuperació d'una planta abandonada a mig construir.
- Instal·lació la Matallana, Lora del Río (Sevilla): El setembre del 2018 es va connectar a la xarxa una planta finançada 100% amb aportacions al capital social per part dels socis de la cooperativa. El camp solar té una potencia de 2 MWh i està prevista una producció de 3.114.000 kWh anuals, l'equivalent a l'ús elèctric de 1.370 famílies.
- Instal·lació d'Alcolea del Río (Sevilla): El maig de 2016 es va inaugurar la primera planta fotovoltaica sense subvencions d'Espanya i la primera instal·lació del projecte Generació KWh. La planta té una potència de 2,16MWh i es preveu una producció estimada de 3.382.296KWh/any, l'equivalent a l'ús elèctric de 1.360 famílies.
- Instal·lació de Manlleu (Barcelona): El març del 2013 es connecten a xarxa 190 kWp provinents d'una instal·lació fotovoltaica situada sobre teulades municipals de Manlleu. Està prevista una producció de 270.000 kWh/any, aproximadament el consum de 108 llars.
- Instal·lació de Picanya (València): El març del 2013 es connecta la instal·lació fotovoltaica més gran de què disposa la cooperativa fins ara. Una teulada fotovoltaica de 290 kWp en un polígon industrial de Picanya, que produirà 512.000 kWh/any, l'equivalent al consum elèctric d'aproximadament 205 famílies.
- Instal·lació de Torrefarrera (Lleida): El març del 2013 es connecta una instal·lació fotovoltaica de 90 kWp en teulades municipals, amb una producció prevista de 140.000 kWh/any, el consum de 56 llars aproximadament.
- Instal·lació de Lleida: El març del 2012 es va posar en funcionament el primer projecte de generació d'energia renovable de la cooperativa. Es tracta d'una teulada fotovoltaica de 103,87 KWp instal·lada en una nau industrial de Lleida, que preveu produir 140.000 kWh/any, l'ús aproximat de 56 llars.
- Instal·lació de Riudarenes (Girona): L'agost del 2012 es van connectar a xarxa tres instal·lacions fotovoltaiques en les teulades de diversos edificis municipals del poble. Està prevista una producció de 86.000 kWh/any, l'ús aproximat de 34 llars.

### Cogeneració amb biogàs[calcitació]
- Instal·lació de Torregrossa (Lleida): El juliol del 2013 es posa en funcionament la primera instal·lació d'aquest tipus de la cooperativa, una planta de cogeneració a partir de biogàs de 500 kW. El biogàs es produeix a partir de la fermentació de purins i altres residus orgànics. Aquesta instal·lació té una capacitat de generar 499 kW/hora (elèctrics) i 540 kW/h (tèrmics); la producció anual estimada serà de 3.992 MWh/any (elèctrics) i 4.320 MWh/any (tèrmics) a més de tractar 27.000 Tn/any de purins.

### Generació hidroelèctrica[calcitació]
- Instal·lació de Peñafiel (Valladolid): L'agost de 2015 es va recuperar la Central hidroelèctrica de Peñafiel (Valladolid). Té una potència de 1MWh i es preveu produir 1.400.000 kWh/any, l'equivalent a l'ús elèctric de 560 llars aproximadament.

### Biomassa
- Instal·lació de Tordera (Barcelona): El gener del 2013 es va posar en funcionament la primera instal·lació no fotovoltaica de la cooperativa, una caldera de biomassa de 80 kW que funciona amb estelles forestals. És un projecte en col·laboració amb la Fundació Plataforma Educativa de Girona, que serà propietària de la instal·lació un cop Som Energia recuperi la inversió realitzada.[14]

## Projectes d'energies renovables en construcció o en estudi
- Parc eòlic de 10 MW a Astúries: Connexió prevista per al 2020. Producció estimada de 34,87 GWh/any (equivalent a l'ús energètic d'11.862 famílies) i una inversió a realitzar d'aproximadament 10.000.000 €. Es tracta d'un projecte en col·laboració amb l'empresa promotora local Electra Nord per al desenvolupament, construcció i explotació del parc.
- Planta fotovoltaica Llanillos de 3,82 MW a Pedro Martínez (Granada): Connexió prevista per al 2020. Producció estimada de 7,05 GWh/any, l'equivalent a l'ús energètic de 2.835 famílies, i una inversió a realitzar d'aproximadament 2.500.000 €. Projecte amb previsió d'inici de construcció a la tardor de 2019.
- Planta fotovoltaica de 2,80 MW a Anglesola (Lleida): Connexió prevista per al 2019. Producció estimada de 4,70 GWh/any, equivalent a l'ús energètic de 1.882 famílies, i una inversió a realitzar d'aproximadament 2.000.000 €. Projecte Generation kWh. Tramitació dels permisos per part de Som Energia (des de març de 2018).
- Parc eòlic La Tejería (Navarra): Connexió prevista per al 2022. Producció estimada de 84,80 GWh/any (equivalent a l'ús elèctric de 34.085 famílies) i una inversió a realitzar d'aproximadament 26.500.000 €. Pendent d'obtenció de permisos.
- Planta fotovoltaica Tahal de 841 kW a Tahal (Almería): Connexió prevista al 2019 i una producció estimada de 1,50 GWh/any (equivalent a l'ús elèctric de 610 famílies). Inversió a realitzar d'aproximadament 700.000 €.

## Generació kWh
Generation kWh és una opció per impulsar projectes de generació elèctrica renovable de la cooperativa catalana sense ànim de lucre Som Energia. Aquesta opció ofereix una alternativa col·lectiva per superar la retirada d'incentius als projectes renovables i a les barreres a l'autoproducció individual.
Cada participant decideix invertir ara una quantitat de diners en accions energètiques en relació amb l'electricitat que utilitza anualment (1 acció = 100 €).Amb aquests diners impulsem entre tots i totes nous projectes d'energies renovables de diverses tecnologies com la fotovoltaica, l'eòlica i la mini-hidràulica. Som Energia garanteix que l'aportació serà retornada en els 25 anys de durada del contracte. Mentre no hi hagi incentius per a aquests nous projectes, amb un 0% d'interès. Proporcionalment a les accions energètiques adquirides ens correspon, durant els 25 anys, una quantitat de l'electricitat produïda a preu de cost, que es tradueix en un estalvi en la factura elèctrica.
- Planta fotovoltaica[15] de 2.160 kW pic sobre terreny a Alcolea del Río, província de Sevilla. El projecte se situa en una de les zones de major insolació de la península. La producció és equivalent a l'ús de prop 1.300 llars, la qual cosa suposa una important aportació a la nostra producció pròpia. La finca on s'ubica la instal·lació té una extensió de 8,6 hectàrees i és completament plana. El terreny està classificat com a ús industrial des de 2007. El disseny previst està plantejat per a un impacte mínim sobre el terreny. Som Energia té un contracte de lloguer del terreny per 25 anys ampliable 10 anys més.

## Premis
2011
- Premi Eurosolar Espanya en la categoria "organitzacions locals o regionals de suport a les energies renovables".[16]

2012
- Premi Eurosolar Europa en la categoria "organitzacions locals o regionals de suport a les energies renovables".[17]
- Premi Medi Ambient, en la categoria "Iniciatives de protecció i millora de l'entorn".[18]

2013
- Premi EcoSi Reconeixement a les persones, empreses i entitats que treballen per fomentar la cultura ecològica.[19]
- Premi Alzina Reconeixement del Grup Balear d'Ornitologia I Defensa de la Naturalesa (GOB) a aquelles persones o entitats respectuoses amb la cultura i el medi ambient.[20]

2014
- VI Premis EnerAgen Premis Nacionals d'Energia EnerAgen atorgats per l'Associació d'Agències Espanyoles de Gestió de l'Energia.[21]
- UPEC (Universitat Progressista d'Estiu de Catalunya) per la voluntat de canviar el model energètic i fer visible les problemàtiques de l'actual model.
- Premi del Públic de la REAS.

2018
- Premi Martí Gasull i Roig pel seu compromís amb la llengua catalana.[9]
- Premi Caterina Casas en la categoria de promoció dels valors socials[22]

## Projectes germans
- Som Connexió: cooperativa de telecomunicacions amb més de 9000 socis a data de 2023.[23]
- Som Mobilitat: cooperativa de carsharing elèctric amb més de 3800 socis a data de 2023.[24][25]